# Герби країн Океанії
Наразі складно говорити, що всі країни регіону мають державні герби, деякі мають державні емблеми.
Класичні державні герби мають країни:
- Австралія
- Кірибаті
- Нова Зеландія
- Самоа
- Тонга
- Тувалу
- Фіджі

а також:
- Кокосові острови
- Острів Норфолк
- Піткерн

## Герби країн

Австралія
Вануату
Кірибаті
Маршаллові Острови
Федеративні Штати Мікронезії
Науру
Нова Зеландія
Палау
Папуа-Нова Гвінея
Самоа
Соломонові острови
Тонга
Тувалу
Фіджі

## Герби залежних країн і територій

Східне Самоа
Гаваї
Гуам
Кокосові острови
Острови Кука
Мідвей
Нова Каледонія
Острів Норфолк
Ніуе
острів Пасхи
острів Різдва
Піткерн
Північні Маріанські острови
Волліс і Футуна
Вейк
Французька Полінезія